# Dartmouth Castle
Dartmouth Castle är en av ett par fästningar som bevakar floden Darts mynning i sydöstra Storbritannien. Den andra borgen är Kingswear Castle. Fästningen utgörs av två sammanlänkade torn, varav ett är runt och det andra är fyrkantigt, samt några sektioner mur. Fästningen är byggd på en klippavsats, väldigt nära strandlinjen. Kyrkan St Petroc's ligger precis intill.
Den första fortifikationen på platsen uppfördes 1388 av John Hawley. Kanontornet, liksom Kingswear Castle, uppfördes i slutet av 1400-talet, och är den äldsta bevarade kustfortifikationen i England som byggts specifikt för att husera kanoner. Fästningen byggdes till och om under 1500- och 1600-talen.
Under engelska inbördeskriget belägrades borgen av rojalisterna i en månad innan den intogs. De uppförde sedan en befästning ovanför borgen vid Gallant's Bower för att skydda den från landsidan. De höll borgen i tre år innan den attackerades och intogs av Thomas Fairfax för parlamentaristerna år 1646. 
Borgen fortsatte sedan att användas i försvarssyfte in på 1800-talet, då det inhyste fem stora 64-pundare. Batteriet från artonhundratalet utgör den största återstående delen av fästningen och användes av militären genom båda världskrigen. Under andra världskriget användes det för att övervaka förberedelserna för D-dagen.
Dartmouth Castle ägs numera av English Heritage.